# Heiratsengpass
Von einem Heiratsengpass (englisch marriage squeeze) wird in der Demografie gesprochen, wenn in einer monogamen Gesellschaft die Zahl der heiratsfähigen/heiratswilligen Männer und Frauen erheblich differiert. Schon in den 1980er Jahren wurde sein Einfluss auf das Geschlechterverhältnis diskutiert. Nathan Keyfitz hat das Thema mit den Methoden der mathematischen Demografie behandelt.

## Ursachen
Als einzige Ursachen werden oft Unterschiede in der Geburtenzahl und in der Sterblichkeit genannt. Es werden etwa 6 % mehr Knaben als Mädchen geboren, aber dem steht eine höhere Sterblichkeit der Knaben gegenüber, sodass es im heiratsfähigen Alter in einer geschlossenen und von äußeren Einflüssen (Krieg) ungestörten Bevölkerung in jeder Altersgruppe etwa gleich viel  Männer und Frauen gibt. Eine höhere Sterblichkeit der erwachsenen Männer, wie sie durch Kriege und Bürgerkriege, aber auch durch die Tätigkeit von Männern in gefährlichen Berufen verursacht wird, hat immer einen Heiratsengpass für Frauen zur Folge.
Eine andere Ursache, die oft übersehen wird, hängt damit zusammen, dass bei der Erstheirat das Durchschnittsalter der Frauen tiefer liegt als das der Männer (Heiratsalter).
Je nachdem ob die Bevölkerung wächst oder schrumpft, hat die Differenz im Heiratsalter einen Heiratsengpasse für Frauen beziehungsweise für Männer zur Folge.
Wenn eine Bevölkerung jahrzehntelang kontinuierlich gewachsen ist, dann hat die Geschlechts- und Altersverteilung die typische Form einer Pyramide (Altersverteilung). Je schneller die Bevölkerung wächst, desto stärker verjüngt sich die Pyramide nach oben. Bei einer Wachstumsrate von 2 % ist die Zahl der n-Jährigen beider Geschlechter um 2 % größer als die Zahl der (n+1)-Jährigen. Zusammen mit dem tieferen Heiratsalter der Frauen führt dies zu einem Heiratsengpass für Frauen.